# Вільям Голден
Вільям Голден (англ. William Holden, справжнє ім'я Вільям Франклін Бідл молодший (англ. William Franklin Beedle Jr.), 17 квітня 1918 — 12 листопада 1981) — американський актор, лауреат премії «Оскар» за головну роль у фільмі «Табір для військовополонених № 17» (1953). Шість разів його ім'я називали у десятці найпопулярніших акторів США (1954—1958, 1960). Американський інститут кіномистецтва помістив Вільяма Голдена на 25-е місце у списку «100 найбільших зірок кіно».

## Біографія

### Юність
Вільям Голден (при народженні отримав ім'я Вільям Франклін Бідл-молодший) народився у багатій родині з Іллінойсу і був старшим з трьох синів шкільної вчительки Мері Бланш Болл і хіміка Вільяма Франкліна Бідла-старшого. У нього було два брати: Роберт та Річард. Коли хлопчикові було 3 роки, він переїхав з батьками до Каліфорнію.
Білл вчився у коледжі у Пасадині, коли на нього звернули увагу співробітники студії «Paramount Pictures». Саме вони придумали звучний псевдонім, під яким Бідл-молодший знявся у двох своїх перших фільмах.
1941 року Голден одружився з актрисою Брендою Маршалл, яка розлучилася для цього зі своїм першим чоловіком. Цей шлюб тривав 30 років і ньому народилися два сини Голдена. Але на думку біографа зірок Дональда Спота все в ньому виглядало неприродньо: «Відносини між подружжям нагадували то патетичну мильну оперу, то вульгарну комедію».
Містер та місіс Голден вели дуже вільне життя, повне любовних пригод та інтрижок, про які знала вся країна. Вони навіть приводили своїх нових «друзів» для вечері додому «у сімейному колі». Зі схвалення дружини Вільям Голден зробив вазектомію, що служило захистом від можливого виникнення позашлюбних дітей.

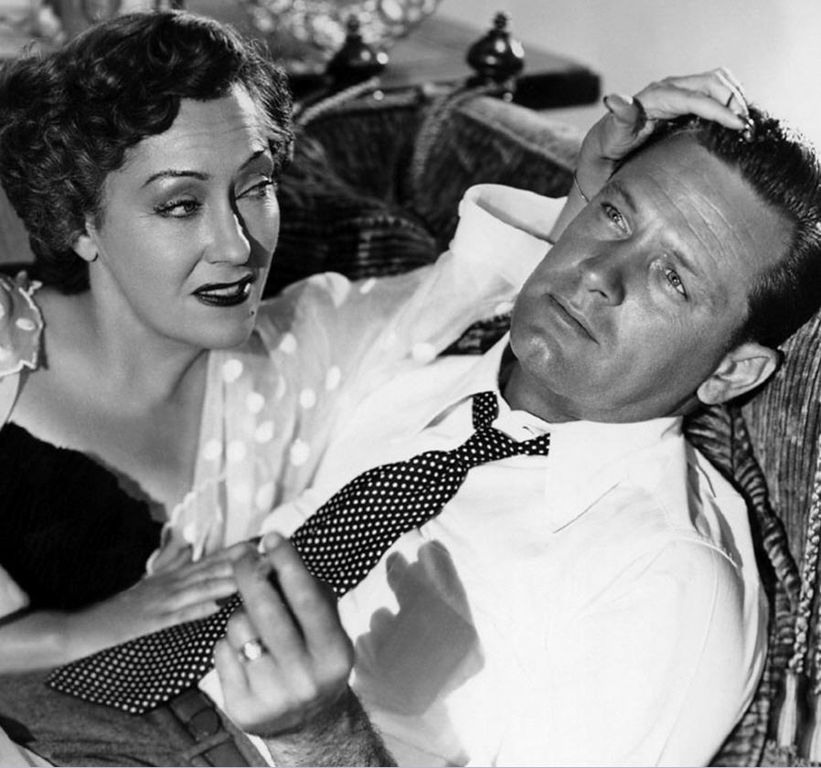
З Глорією Свенсон у «Бульварі Сансет»

### Кар'єра
Зігравши першу значиму роль — боксера Джо Бонапарта — у фільмі «Золотий хлопчик» (1939), Голден став «зіркою». Це був справжній прорив, враховуючи те, що азам акторського ремесла його навчала прямо на знімальному майданчику більш досвідчена Барбара Стенвік. Після служби в армії зіграв вбивцю-психопата у фільмі «Темне минуле» (1946) та викладача дурнуватої блондинки (її роль виконала Джуді Голідей) у «Народжена вчора» (1950).
Напрямок кінокар'єри Голдена змінила зустріч з режисером Біллі Вайлдером, який запросив його зніматися спочатку у «Бульварі Сансет» (1950), а потім і у «Табірі для військовополонених № 17» (1953), у якому Вільям зіграв цинічного сержанта — роль, яка принесла йому «Оскар».
Під час зйомок романтичної мелодрами Біллі Вайлдера «Сабріна» (1954), Голден познайомився з Одрі Гепберн. Ці відносини могли б закінчитися весіллям, але цього не сталося. Сама Одрі зізнавалася, що дійсно любила Голдена. Резюме цієї історії — висловлювання Біллі Уайлдера: «У обох прекрасно склалася кар'єра, але обоє були абсолютно нещасливі в особистому житті».
Ім'я Голдена значиться у титрах ряду найзначніших фільмів американського кіно. 1957 року він виконав головну роль у оскароносному блокбастері Девіда Ліна «Міст через річку Квай». Голден також виконав одну з головних ролей у сиквелі фільму «Омен» (1978). Остання велика роль — у фільмі Сідні Люмета «Телемережа» (1976), за яку актор отримав номінацію на «Оскара». Ролі у картинах «Телемережа» та «Сучий син» Блейка Едвардса (1981) були оцінені критиками як «символ стійкої благопристойності».
Творча палітра Голдена-актора різноманітна, починаючи з ролей замислених романтиків (які переважали на початку його кар'єри), він поступово перейшов до більш глибоких та психологічно точних портретів надламаних, цинічних, втомлених людей, які ностальгують за минулим. На думку критиків, у своїх роботах Голден проявляє печаль, вразливість та невіру у себе під шаром чоловічого магнетизму. 1960 року його внесок в американський кінематограф був відзначений зіркою на Голлівудській алеї слави.

### Останні роки

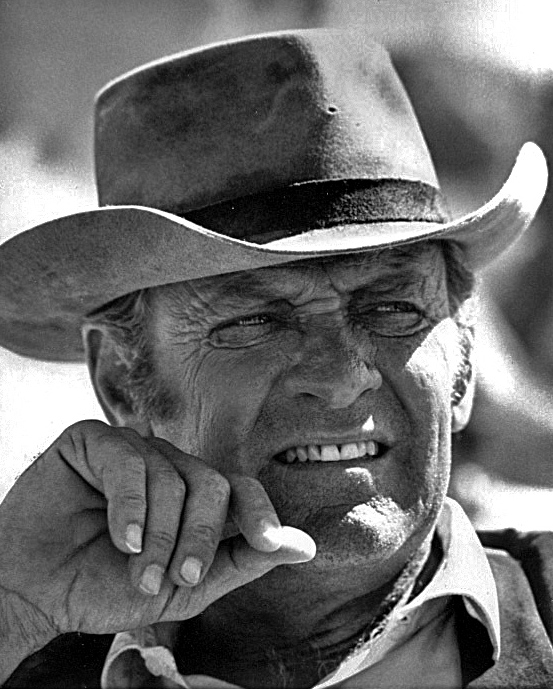
Промо-фото до фільму «Дика банда» (1969)

Заробивши велику кількість грошей, актор, заради оптимізації податків, перебрався до Швейцарії, де одним з перших у Голлівуді став агітувати за збереження дикої природи, особливо африканської. Довгий час Голден пробув у Кенії, де відкрив заповідник.
Точна дата смерті актора суперечлива. Повертаючись до Лос-Анджелесу, після рекламної поїздки з фільмом «Сучий син» у липні 1981, Голден говорив своїм колегам про смерть: «Я зробив усі приготування. За 25$ мене прийняли до суспільства Нептуна. Після смерті моє тіло спалять та розвіють попіл в океані. Не хочу, щоб мої гроші витрачали на величезний монумент на проклятому голівудському кладовищі».
Робота над новим фільмом «Сезон чемпіонів» відкладалася до 1982 року, і Вільям Голден переїхав зі свого особняка у Палм-Спрінгз у тринадцятиповерховий багатоквартирний будинок у Санта-Моніці. Він був співвласником останнього будинку. Коли режисер «Сезону чемпіонів» Вільям Фрідкін подзвонив йому 2 листопада 1981, Голден нетвердим голосом промовив: «Я збираюся зробити картину, Біллі. Побачимося в Африці». Протягом тижня Вільям Фрідкін намагався додзвонитися до актора, але до телефону не підходили.
Коли керуючий відкрив квартиру Голдена 16 листопада 1981, він виявив тіло актора у калюжі крові. Положення тіла і навколишніх предметів вказувало, що Голден послизнувся на килимку та вдарився правою скронею об кут нічного столика. Актор був мертвий вже кілька днів. На думку деяких фахівців, смерть Вільяма Голдена настала 12 листопада 1981. Перед смертю він намагався зупинити кровотечу паперовими серветками і був занадто п'яний, щоб покликати на допомогу. Телевізор працював, поруч з тілом лежав сценарій, на столі стояла порожня літрова пляшка горілки.
Похорон не було. Суспільство Нептуна виконало свої зобов'язання.
Ґрунтовну біографію Голдена «Золотий хлопчик» видав 1983 року Боб Томас.

## Вибрана фільмографія
| Рік  |   | Українська назва                   | Оригінальна назва               | Роль                              |
| ---- | - | ---------------------------------- | ------------------------------- | --------------------------------- |
| 1930 | ф | Свято                              | Holiday                         |                                   |
| 1939 | ф | Золотий хлопчик                    | Golden Boy                      | Джо Бонапарта                     |
| 1940 | ф | Наше містечко                      | Our Town                        | Джордж Гіббс                      |
| 1941 | ф | Мені потрібні крила                | I Wanted Wings                  | Ел Ладлоу                         |
| 1948 | ф | Темне минуле                       | The Dark Past                   | Ел Вокер                          |
| 1949 | ф | Вулиці Ларедо                      | Streets of Laredo               | Джим Докінс                       |
| 1950 | ф | Бульвар Сансет                     | Sunset Boulevard                | Джо Гілліс                        |
| 1950 | ф | Народжена вчора                    | Born Yesterday                  | Пол Верролл                       |
| 1953 | ф | Табір для військовополонених № 17  | Stalag 17                       | сержант Дж. Дж. Сефтон            |
| 1953 | ф | Втеча з форту Браво                | Escape from Fort Bravo          | капітан Роупер                    |
| 1954 | ф | Адміністративна влада              | Executive Suite                 | Макдональд Уоллінг                |
| 1954 | ф | Сабріна                            | Sabrina                         | Вільям Леррабі                    |
| 1954 | ф | Сільська дівчина                   | The Country Girl                | Берні Додд                        |
| 1954 | ф | Мости у Токо-Рі                    | The Bridges at Toko-Ri          | лейтенант Гаррі Брубейкер         |
| 1955 | ф | Кохання — найчудовіша річ на світі | Love Is a Many-Splendored Thing | Марк Елліотт                      |
| 1955 | ф | Пікнік                             | Picnic                          | Хел Картер                        |
| 1957 | ф | Міст через річку Квай              | The Bridge on the River Kwai    | Ширс                              |
| 1959 | ф | Кавалеристи                        | The Horse Soldiers              | майор Генрі «Генк» Кендалл        |
| 1964 | ф | Париж, коли там спека              | Paris When It Sizzles           | Річард Бенсон                     |
| 1967 | ф | Казино «Рояль»                     | Casino Royale                   | Ренсом                            |
| 1969 | ф | Дика банда                         | The Wild Bunch                  | Пайк Бішоп                        |
| 1971 | ф | Дикі бродяги                       | Wild Rovers                     | Росс Бодайн                       |
| 1973 | ф | Брізі                              | Breezy                          | Френк Гармон                      |
| 1974 | ф | Пекло в піднебессі                 | The Towering Inferno            | Джеймс "Джим" Данкен, будівельник |
| 1976 | ф | Телемережа                         | Network                         | Макс Шумахер                      |
| 1978 | ф | Федора                             | Fedora                          | Баррі «Датч» Детвайлер            |
| 1978 | ф | Омен 2: Деміен                     | Damien: Omen II                 | Річард Торн                       |
| 1979 | ф | Ашанті                             | Ashanti                         | Джим Сенделл                      |
| 1980 | ф | Коли час йде                       | When Time Ran Out               | Шелбі Гілмор                      |

## Нагороди
- Оскар 1954 — «Найкраща чоловіча роль» («Табір для військовополонених № 17»)
- Еммі 1974 — «Найкраща чоловіча роль у міні-серіалі або фільмі» («Синій лицар»)